# Anton Prijon
Anton Prijon –conocido como Toni Prijon– es un deportista alemán que compitió para la RFA en piragüismo en la modalidad de eslalon. Ganó cuatro medallas en el Campeonato Mundial de Piragüismo en Eslalon entre los años 1983 y 1987.

## Palmarés internacional
| Campeonato Mundial | Campeonato Mundial            | Campeonato Mundial | Campeonato Mundial |
| Año                | Lugar                         | Medalla            | Competición        |
| ------------------ | ----------------------------- | ------------------ | ------------------ |
| 1983               | Merano (Italia)               | Medalla de plata   | K1 individual      |
| 1983               | Merano (Italia)               | Medalla de plata   | K1 por equipos     |
| 1985               | Augsburgo (RFA)               | Medalla de oro     | K1 por equipos     |
| 1987               | Bourg-Saint-Maurice (Francia) | Medalla de oro     | K1 individual      |